# سولاریا
سولاریا (Solaria)، سیاره‌ای خیالی است که آیزاک آسیموف اولین بار در کتاب خورشید عریان (۱۹۵۷) از مجموعه کتاب‌های روبات از آن نام برد و سپس در کتاب‌های روبات‌های سپیده‌دم (۱۹۸۳) و مجموعهٔ بنیاد (۱۹۸۶) ظاهر شد.

## ویژگی‌ها
این سیاره، پنجاهمین و آخرین دنیایی است که انسان‌ها در آن ساکن شده‌اند و در کل شامل بیست هزار نفر جمعیت می‌شود. قطر این سیاره ۹۵۰۰ مایل است و درصد خاک حاصلخیز آن بیشتر از زمین و معادنش کمتر از زمین است. این سیاره کاملاً خودکفا بوده و در تولید و تنوع روبات‌ها بسیار پیشرفته است و به دیگر دنیاهای فضایی روبات صادر می‌کند. جمعیت این سیاره بیست هزار نفر است و در بین تمام دنیاهای فضایی دارای بالاترین نسبت تعداد روبات‌ها به تعداد جمعیت است (ده‌هزار به یک).
مردمان سولاریا کاملاً از یکدیگر مجزا زندگی می‌کنند و به جز در شرایط استثنایی، هرگز همدیگر را از نزدیک نمی‌بینند و برای ارتباط با هم، از فناوری‌های مشاهده از راه دور با فناوری‌های پیشرفته سه‌بعدی استفاده می‌کنند. در این سیاره تقریباً برای هر زن و شوهر و گاهی برای هر شخص ایالتی مجزا و پهناور وجود دارد که گاه تا چند هزار مایل مربع مساحت دارد. از این ترس سولاریی‌ها در برخورد با یکدیگر و تابوی ملاقات نزدیک، گاهی در مقالات و نوشتارهای علمی استفاده شده‌است. 